# Șura Mică
Șura Mică is een Roemeense gemeente in het district Sibiu.
Șura Mică telt 2456 inwoners.